# Club Atlético Boca Juniors de Cali
O Club Atlético Boca Juniors de Cali é um clube de futebol colombiano da cidade de Santiago de Cali, Valle del Cauca na Colômbia. Foi fundado em 2019 a partir de uma escolinha de futebol criada em 1987 de propriedade do empresário Hernando Ángel, e com o nome do histórico Boca Juniors de Cali fundado em 1937 e desaparecido em 1957.
Em 12 de março de 2019, Dimayor aprovou a mudança da sede do Universitario de Popayán para a cidade de Cali, que jogou a partir do segundo semestre do ano com o nome de Boca Juniors de Cali, sendo uma equipe subsidiária do Deportes Quindío.

## História
O empresário Hernándo Ángel adquiriu os direitos do nome Boca Juniors de Cali e fundou-o como uma escolinha de futebol juvenil em 1987. Ángel é ao mesmo tempo dono do Deportes Quindío e possui cartão para jogar na Segunda Divisão do futebol colombiano, que desde 2002 se chamava Centauros Villavicencio, e em 2011 Universitario de Popayán.
Nas últimas décadas, participou da Primeira Categoria C (torneio semiprofissional) e do torneio departamental denominado Copa El País organizado pela Liga de Futebol Valle del Cauca, onde obteve o vice-campeonato nas 6 edições disputadas reproduziu.
No entanto, entre 1987 e 2018 não participou de nenhum torneio oficial do Dimayor, mas participou do Colfútbol: disputa o Campeonato Juvenil. Na primeira edição, foi colocado no Grupo B junto com outras equipes da região, participando com o Boca Juniors A e o Boca Juniors B.
Em 12 de março de 2019, depois que Dimayor aprovou a mudança de sede de Universitario Popayán para Cali, o clube passou a jogar a partir do segundo semestre com o nome atual.
A sede principal está localizada na cidade de Cali, com filiais nos departamentos de Valle del Cauca (Palmira, Buenaventura) e Cauca (Puerto Tejada); Participa de torneios departamentais de primeira linha, onde surgiram figuras como Giovanni Hernández, Hugo Rodallega, Wilman Conde Junior, Edixon Perea e vários jogadores de futebol do América e do Deportivo Cali.

## Estádio
Os "boquenses caleños" já tiveram que jogar em outras quadras, principalmente no Estádio Francisco Rivera Escobar, em Palmira, palco que também foi palco de quatro times profissionais da Primeira B. Compartilha o estádio com o Atlético F.C. na categoria B.